# دان ك. ويب
دان ك. ويب (بالإنجليزية: Dan K. Webb)‏ هو محامي أمريكي، ولد في 5 سبتمبر 1945 في بوشنل في الولايات المتحدة.